# Stazione di Grottazzolina
La stazione di Grottazzolina è stata una stazione ferroviaria posta lungo la ex linea ferroviaria a scartamento ridotto Porto San Giorgio-Fermo-Amandola chiusa il 27 agosto 1956, era a servizio del comune di Grottazzolina.
Nel 2023 viene inaugurata un'area naturalistica nei presi del ponte vecchio (in gran parte distrutto) dove passava la ferrovia Porto San Giorgio-Fermo-Amandola. L'area ricade nel comune di Grottazzolina ed è situata nei pressi della vegetazione che costeggia il fiume Tenna.